# Castelo de Loulé
O Castelo de Loulé é um monumento militar na cidade de Loulé, na região do Algarve, em Portugal. O castelo foi originalmente construído durante a ocupação islâmica, que se iniciou em 715, tendo provavelmente sucedido a uma fortaleza romana. Foi definitivamente tomado pelas forças cristãs nos finais do século XIII, durante o período da Reconquista, tendo depois sido alvo de grandes obras de reconstrução e ampliação, embora tenham permanecido alguns vestígios das estruturas defensivas islâmicas. Grande parte do castelo foi progressivamente desaparecendo devido à expansão urbana, restando apenas algumas torres e lanços das muralhas, que foram classificados como Monumento Nacional em 1924. Parte da antiga alcaidaria do castelo foi ocupada pelo Museu Municipal de Arqueologia.

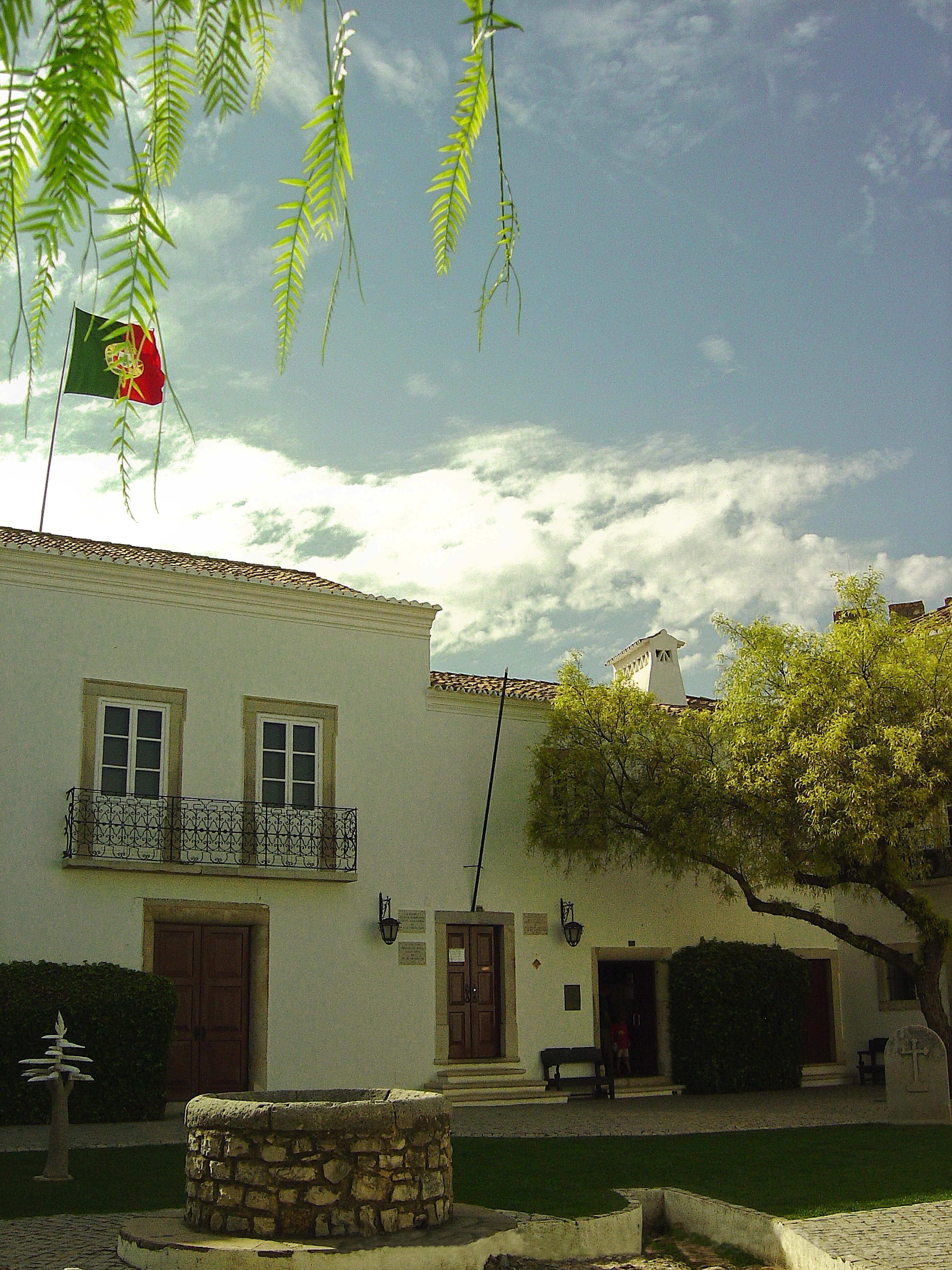
Fachada do Museu Municipal

## Descrição
Devido à sua importância a nível regional, a cidade islâmica de Loulé estava dividida em duas áreas distintas: a Alcáçova, onde estavam aquarteladas as tropas e as autoridades militares, e a medina, uma zona urbana no interior das muralhas, que tinha funções principalmente civis e ligadas à administração. Embora as estruturas defensivas tenham sido modificadas após a reconquista, a sua organização manteve-se essencialmente inalterada, com a parte da alcáçova a continuar a ter funções militares.

### Alcaidaria e museu
Os principais vestígios das muralhas são um lanço em curva com três torres, todas de configuração diferente. A situada mais a Norte é albarrã, ou seja, foi construída muito próxima mas fora da muralha, à qual está ligada por uma ponte, sendo uma das duas torres deste tipo sobreviventes em Loulé. A torre central está adossada ao lado exterior da muralha, enquanto que a torre Sul, de planta rectangular, está parcialmente integrada na muralha. No topo da muralha situa-se um caminho de ronda, que se liga às torres. A parte do castelejo foi construído já após a reconquista, embora a torre albarrã em alvenaria, situada junto à Rua da Barbacã, apresente alguns indícios da influência muçulmana.
Este lanço das muralhas provavelmente serviria como limite à alcáçova. Embora não tenham sido encontrados indícios da alcáçova original, esta provavelmente estaria situada no mesmo ponto onde foi depois construída a alcaidaria, local que foi posteriormente ocupado pelo Museu Municipal de Arqueologia e outros serviços culturais. O museu ocupa o piso térreo da antiga alcaidaria do Castelo de Loulé, num espaço que também terá sido ocupado por antigas estruturas residenciais, durante o período islâmico. O acervo do museu é composto principalmente por várias peças arqueológicas recolhidas em várias partes do concelho, tanto em achados ocasionais ou em sondagens feitas tanto no interior como ao longo da costa, sendo igualmente o depositário do espólio do escritor Pedro de Freitas, do fotógrafo Guerreiro e da antiga Sociedade Filarmónica Marçal Pacheco. Em 2017, o espólio do museu era composto por cerca de sete mil peças, recolhidas desde a década de 1930.
A Sul do conjunto do castelejo, a muralha foi parcialmente aproveitada como apoio para um edifício de dois pisos, com a fachada voltada para a Rua das Bicas Velhas. O andar superior foi reconstruído num período relativamente recente, provavelmente já do século XX, mas o piso térreo é muito mais antigo, contando com vários grossos arcos, que certamente serviam para sustentar grandes construções. Este piso comunicava com um recinto a Norte, que por sua vez estava ligado à torre mais meridional do castelejo, tendo sido descobertos vestígios de uma antiga porta em arco na estrutura da torre. No piso térreo do edifício também existia uma antiga porta em arco que foi entaipada, e que está voltada para o conjunto conhecido como Casas do Castelo.

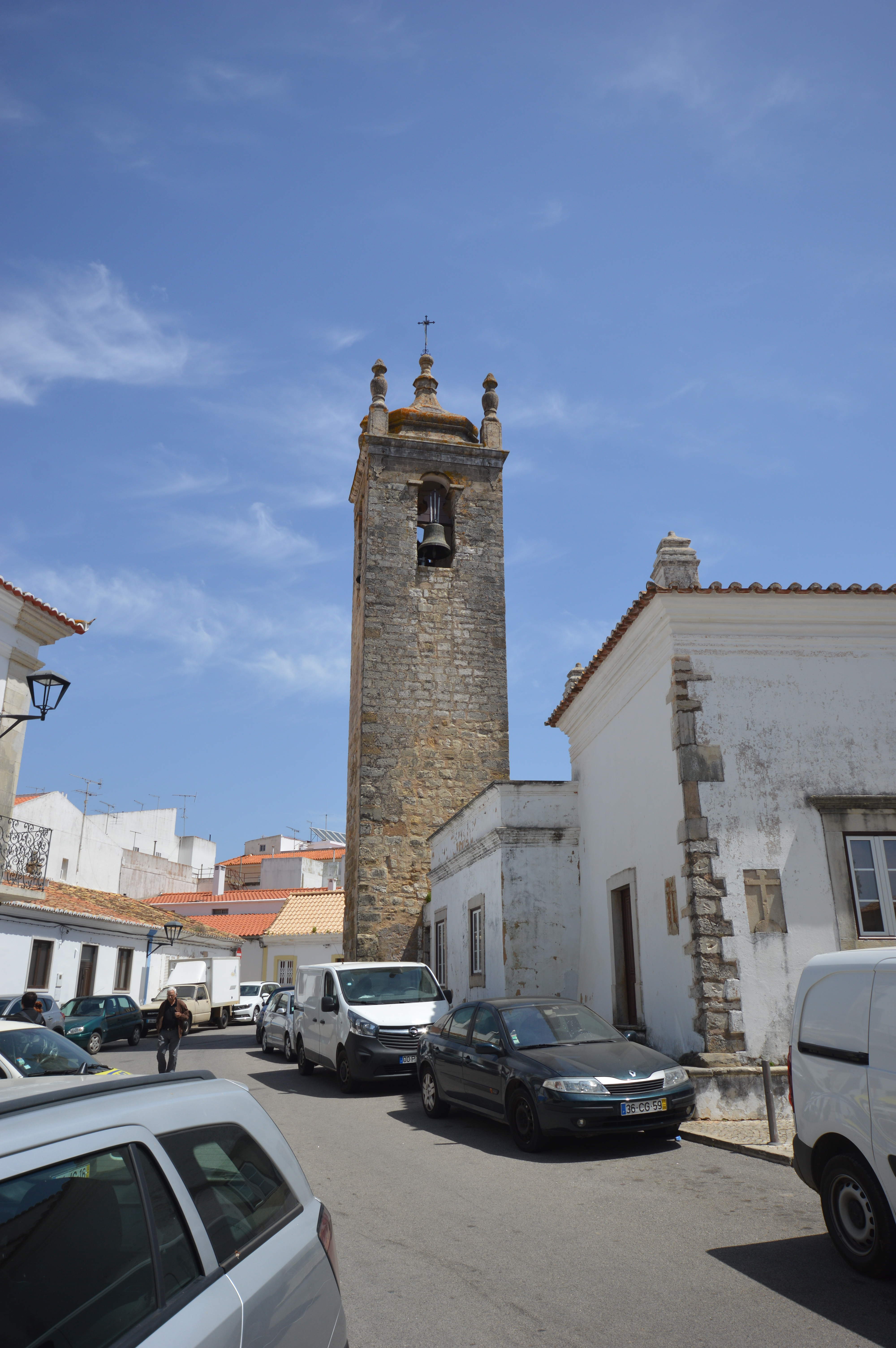
Torre da Igreja Matriz, que poderá ter sido originalmente o minarete da mesquita.

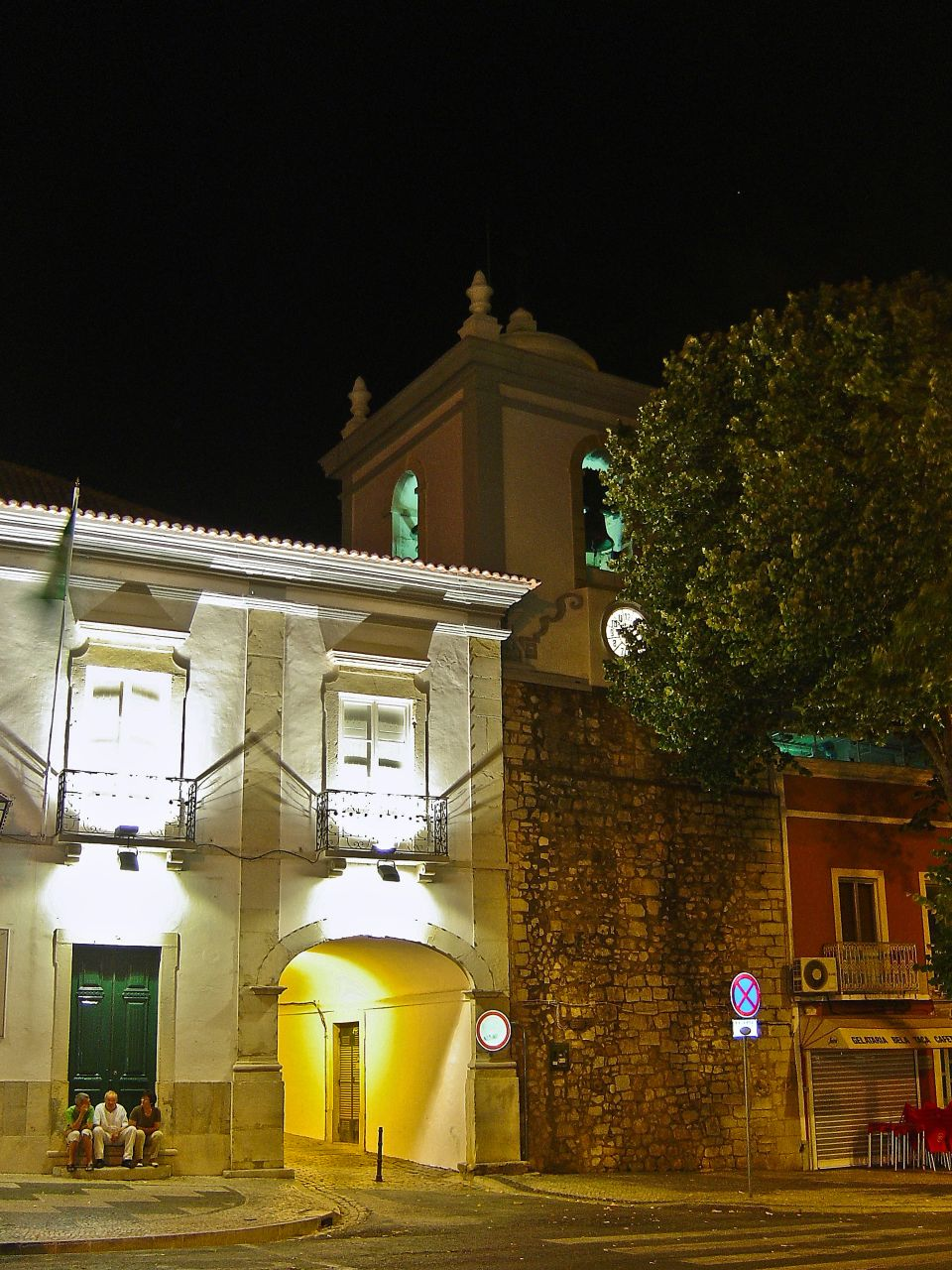
Torre do Relógio, que poderá ter aproveitado a estrutura de uma antiga torre militar, que protegia a porta de acesso à Rua do Município, cujo túnel surge à esquerda

### Medina e traçado das muralhas
A muralha islâmica, do período almóada, foi construída segundo o processo da taipa, tendo sobrevivido alguns segmentos dentro da malha urbana da cidade. Nas imediações da antiga parte Norte da muralha, junto à desaparecida cerca do Convento da Graça, foi recolhido um risco espólio islâmico, demonstrando que esta parte da antiga medina tinha sido ocupada de forma intensa a partir do século X. Quando estavam inteiras, as muralhas encerravam um perímetro de grandes dimensões, com cerca de cinco hectares, que também servia como prova da importância de Loulé a nível regional. Um dos principais vestígios da presença das antigas defesas é a organização dos arruamentos no interior da cidade, que foram criados quando as muralhas ainda existiam e permaneceram no mesmo local após a sua progressiva demolição, criando assim um registo físico do antigo percurso das muralhas.
Imediatamente a Sul da Rua das Bicas Velhas sobreviveu parte da muralha, nas traseiras das casas da Rua Garcia da Horta, e um torreão, cuja altura é inferior à dos telhados em redor. De acordo com Ataíde de Oliveira, a desaparecida Porta Nova estava situada aproximadamente no local das Escadinhas da Horta d'El Rei. A muralha seguia depois junto à Calçada dos Sapateiros, tendo sido encontrados alguns vestígios naquela rua e no interior dos edifícios. o lanço das muralhas ao longo da Rua Martim Moniz encontra-se em muito melhor estado de conservação, podendo ser dividido em duas partes distintas. O lanço Norte perdeu completamente a estrutura superior, servindo a metade inferior como suporte aos terrenos do Jardim dos Amuados, antigo cemitério municipal. A parte mais a Sul, até ao entroncamento com a Rua Engenheiro Duarte Pacheco, estava em melhores condições, com o muro completo e o caminho de ronda, mas já sem as ameias. Ao longo da Rua Duarte Pacheco também sobreviveram alguns lanços anexos aos edifícios, tendo perdido totalmente as ameias e a maior parte do caminho de ronda. Nesta rua destaca-se uma imponente torre albarrã em taipa, situada fora das muralhas, às quais estava ligada por uma pequena ponte, que também sobreviveu, apesar de estar rodeada de edifícios. Esta estrutura é conhecida como Torre da Vela. A Oeste situava-se uma das entradas da cidade, a chamada Porta de Faro, que apesar de ter sido profundamente modificada ainda apresenta alguns traços da construção almóada. Com efeito, num período relativamente recente, foi feita uma nova abertura na muralha ao lado da antiga entrada, para a passagem da Travessa de Nossa Senhora do Pilar, de acesso ao Largo Professor Cabrita da Silva. A antiga porta foi entulhada e tapada do lado Sul pela Capela de Nossa Senhora do Pilar, que foi possivelmente construída em parte com materiais retirados do conjunto da porta, que incluía uma torre. O sítio onde estava esta torre foi depois ocupado por uma moradia com duas janelas e açoteia, cujas paredes, feitas em alvenaria com um aparelho de blocos de pedra, são semelhantes às das muralhas. O lado Norte da antiga Porta de Faro foi descoberto em 1969, durante obras de restauro das muralhas por parte da Direcção-Geral dos Edifícios e Monumentos Nacionais. O lanço das muralhas desde esta porta até à Rua Primeiro de Dezembro desapareceu em grande parte, restando apenas uma torre e parte de um muro, com caminho de ronda. Daqui até à Avenida Marçal Pacheco apenas sobreviveu um pequeno fragmento de muralha anexa a um quintal, onde foram igualmente recolhidos peças de cerâmica muçulmana, incluindo grandes talhas, uma das quais foi preservada no museu municipal.
A muralha faria aqui um ângulo com cerca de 90 graus, partindo sensivelmente para Norte até perto do Mercado Municipal, de onde curvava para Noroeste. Não sobraram quaisquer vestígios evidentes da muralha neste lanço, embora provavelmente seguisse a meio das casas no quarteirão entre a Rua Primeiro de Dezembro e a Avenida Marçal Pacheco, uma vez que em 1971 alguns dos edifícios ainda apresentavam paredes de grande espessura, além que alguns imóveis junto ao Mercado não seguiam a orientação da rua, pelo que poderiam estar alinhados com a antiga muralha. Neste lanço de muralha existia originalmente uma torre, que foi identificada por Ataíde de Oliveira como a Torre do Relógio, e que supostamente terá sido demolida em 1970 para a construção de uma casa na Rua Marçal Pacheco. o local da Rua Pedro de Freitas, antigo Largo do Carmo, existia outra das entradas da cidade, a Porta da Vila, que foi destruída em 1873, em conjunto com grande parte das muralhas e a Ermida de Nossa Senhora do Carmo. Segundo Ataíde de Oliveira, em 1907 outro lanço das muralhas foi demolido para a construção do Mercado Municipal e a urbanização daquela área. Com efeito, durante as obras do mercado foram feitos aterros com cerca de dois metros de profundidade, para os alicerces do edifício, tendo sido nessa altura encontrados silos com vestígios do período islâmico.
De acordo com Ataíde de Oliveira, sensivelmente no intervalo entre o Mercado e a Câmara Municipal situava-se a desaparecida Porta da Rua do Postigo, posteriormente renomeada para Rua Nove de Abril. O nome original fazia referência ao chamado postigo ou porta da traição, que era normalmente instalado nas povoações amuralhadas. A muralha passava depois a meio do edifício da Câmara Municipal, tendo sobrado apenas um fragmento, nas traseiras da nova Torre do Relógio. Ataíde de Oliveira considerou que esta torre era de construção totalmente moderna, embora a sua estrutura revele duas fases muito distintas, uma vez que a parte inferior apresenta uma alvenaria muito semelhante à utilizada nas antigas muralhas, enquanto que a parte superior é definitivamente moderna. Caso tenha existido aqui realmente uma torre militar, esta provavelmente protegeria a porta de acesso para a Rua do Município, que desemboca imediatamente ao lado da torre. Outra parte da antiga muralha era visível ao longo do limite Nordeste do antigo Convento do Espírito Santo, terminando ao longo da parede Sudoeste da Ermida de Nossa Senhora da Conceição. Com efeito, a ermida terá aproveitado a antiga estrutura da muralha para servir como parede, podendo ter sido construída no local de uma torre, situada no lado de fora das muralhas, e que protegia uma entrada da povoação, a Porta de Portugal. Com efeito, durante obras de remodelação no interior da ermida, foram encontrados indícios das antigas defesas islâmicas, nomeadamente dois lanços de muralha e uma torre, Foram igualmente descobertos os alicerces desta porta, tendo-se apurado que apresentava uma configuração em cotovelo, típica do período islâmico. Segundo documentos consultados por Ataíde de Oliveira, nem a Ermida de Nossa Senhora da Conceição nem as Capelas da Senhora do Carmo e da Senhora do Pilar, ambas situadas junto a portas da vila, existiam antes de 1565. Ataíde de Oliveira registou igualmente que em frente da ermida estava situado um moinho de vento, que poderá ter assentado sobre os alicerces da segunda torre que protegia a porta, de forma a ficar a uma maior altitude.
Entre o conjunto do castelejo e a rua em frente da Ermida de Nossa Senhora da Conceição, foram encontrados vestígios das muralhas encostados aos edifícios, no interior ao pátio conhecido como Casas do Castelo. Segundo Estácio da Veiga, estes edifícios foram utilizados como aquartelamento por um regimento de dragões durante o século XVIII.
Outros indícios das antigas muralhas islâmicas, com o correspondente adarve, foram encontrados em 2000, durante trabalhos arqueológicos numa pequena casa na Travessa de Martim Farto, no centro histórico. Também foram encontrados vestígios de uma muralha por debaixo da fachada posterior da Casa das Bicas, junto ao Largo D. Pedro I, que tinha cerca de 3 m de espessura, e era formada por blocos de pedra calcária da região, com uma argamassa em cal.
Da primitiva Medina restou uma torre de planta quadrangular, originalmente o minarete da mesquita muçulmana, que terá sido adaptado para a torre sineira da Igreja Matriz de Loulé. A área da Igreja Matriz é provavelmente a mais antiga em Loulé, sendo aqui encontrados os mais remotos vestígios das muralhas. Segundo o Livro I das Doações de D. Afonso III, citado por Ataíde Oliveira na sua obra Monografia do Concelho de Loulé, a mouraria, uma zona residencial onde viviam os habitantes islâmicos após a reconquista, estava situada junto à igreja, mas fora das muralhas.

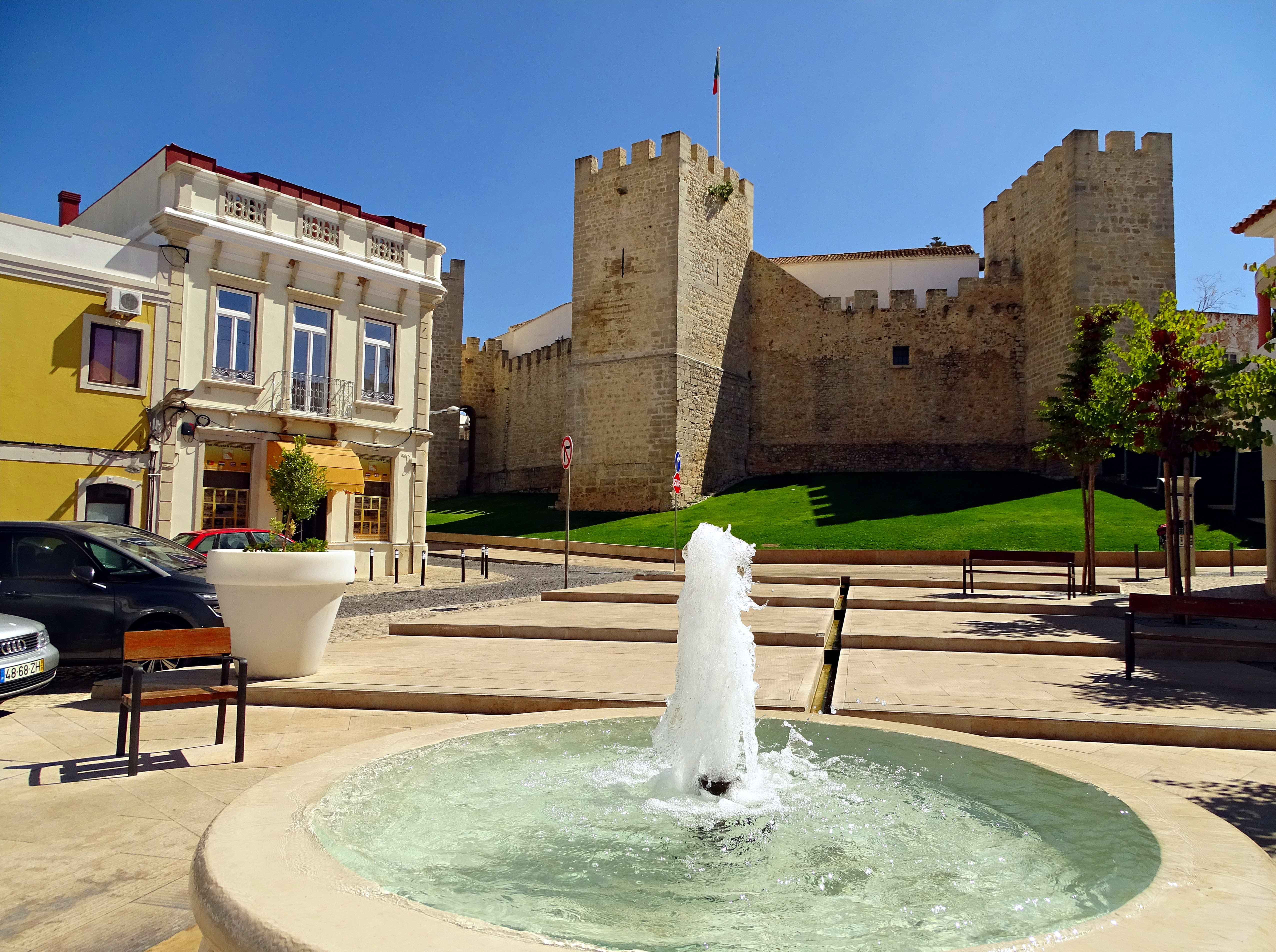
Castelo de Loulé, visto a partir da Praça D. Afonso III

## História

### Antecedentes
Ao longo dos séculos, foram apresentadas várias teorias sobre a fundação da povoação que depois viria a ser Loulé, tendo alguns autores defendido que foi feita ainda durante a pre-história, outros avançaram que era de origem cartaginesa, enquanto que uma terceira teoria sustentava que só teria sido criada durante o domínio romano. Também se especulou que Loulé poderia ter sido a antiga cidade de Carteia, que segundo alguns historiadores poderia ter sido fundada pelos povos Cónios, enquanto que outros defendem uma origem fenícia. Porém, esta associação não era possível de acordo com os registos históricos de Carteia, que afirmam que era uma cidade costeira, motivo pelo qual alguns investigadores apontaram que estaria localizada sensivelmente no mesmo local de Quarteira. Com efeito, escavações arqueológicas feitas nas imediações daquela localidade descobriram peças romanas, e um importante conjunto de ruínas de edifícios antigos. No século II a.C., um castro primitivo terá sido ocupado pelas tropas romanas, tendo ali instalado um importante centro militar, político e administrativo.
De qualquer forma, confirma-se que já existia uma povoação no local de Loulé antes da invasão islâmica, tendo sido encontrados alguns vestígios romanos, principalmente uma ara votiva, e outros que possivelmente datam da Proto-história.

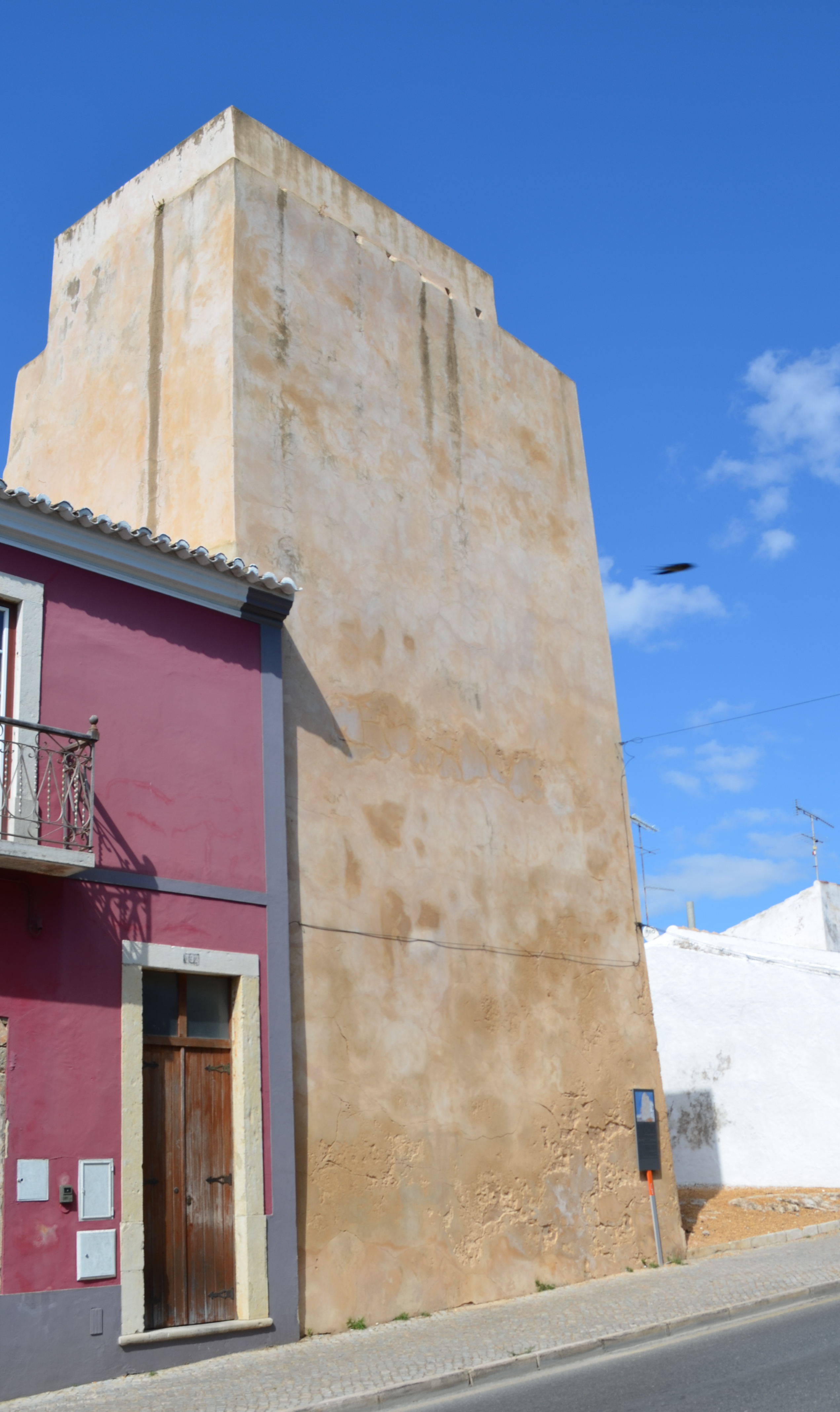
Torre da vela, antiga torre albarrã que é um dos principais vestígios do antigo castelo islâmico

### Domínio islâmico
A povoação terá sido conquista pelas forças islâmicas no ano 715. Durante o período em que a região esteve sob o domínio islâmico, Loulé era conhecida como al-Ulya, ou Aloalia, nome que foi referido pelo geógrafo muçulmano Ibne Saíde Almagribi. Este nome significava o Outeiro, e que provavelmente foi inspirado pela sua localização. A povoação atingiu uma grande importância como centro administrativo, como descrita pelos geógrafos muçulmanos. Com efeito, o próprio castelo pode ser considerado como um dos testemunhos da importância da cidade islâmica, devido ao grande perímetro no interior das muralhas. Em comparação, as muralhas a cidade de Silves, que foi a capital da região durante o período islâmico, só encerravam uma área com mais dois hectares. Loulé poderá ter sido a povoação sem acesso ao mar no Algarve com a maior área intra-muralhas, durante o período islâmico.
A partir do século VIII, com a Invasão muçulmana da Península Ibérica, forma-se Al’-Ulyã, referida, às vésperas da Reconquista cristã, nas crônicas de Ibne Saíde e Abd Aluhaid, como uma pequena almedina fortificada e próspera, pertencendo ao Reino de Niebla, sob o comando do Taifa Ibne Mafom. Dessa estrutura almóada resta-nos a torre albarrã, em taipa (Torre da Vela).[carece de fontes?]
O castelo de Loulé foi tomado pela primeira vez pelos cristãos durante o século XI, por forças de D. Fernando, Rei de Leão. A cintura de muralhas poderá ter sido construída, ou pelo menos reforçada, durante o século XII, altura em que o território estava sob o controle do Califado Almóada.

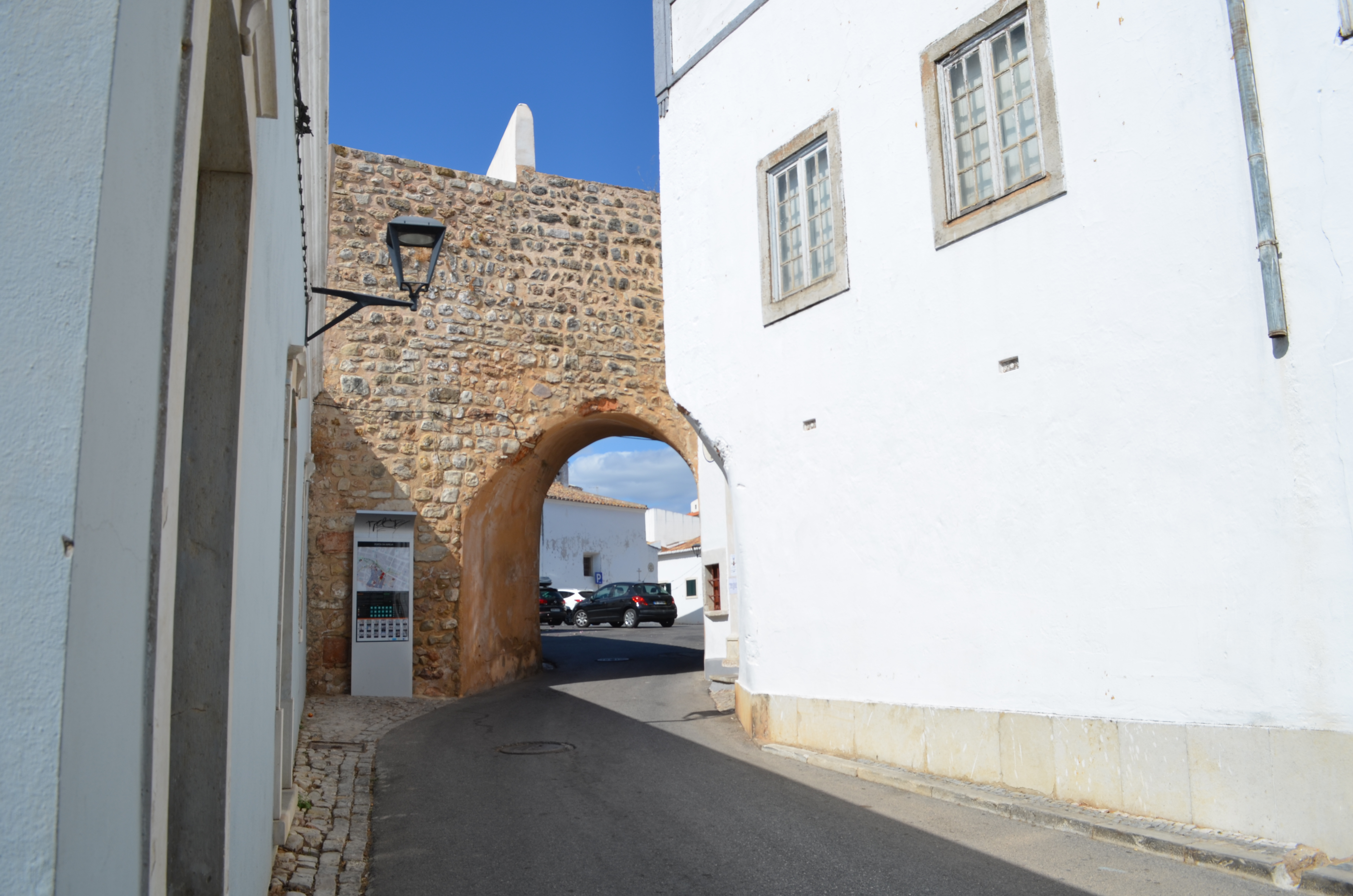
Abertura moderna na muralha, na Travessa de Nossa Senhora do Pilar. Esta abertura situa-se a poucos metros de distância da antiga Porta de Faro

### Alta Idade Média
A cidade islâmica de al-Ulya foi uma das últimas na região a serem reconquistadas pelas forças cristâs, tendo sido tomada em 1249 por D. Paio Peres Correia, mestre da Ordem Militar de Santiago. Um local junto a Loulé ficou conhecido como Cabeço do Mestre, por ter sido, segundo a tradição popular, o sítio do acampamento de D. Paio Peres Correia e das suas tropas. No mesmo dia em que tinha montado o acampamento, terá sido atacado pelas forças islâmicas de Loulé no sítio dos Furadouros. Segundo uma crónica da conquista do Algarve, citada por Ataíde Oliveira um grande número de cristãos pereceram junto às muralhas, durante a batalha para a conquista da cidade. A conquista de Loulé fez parte de uma campanha militar de D. Afonso III para libertar o Algarve do domínio islâmico, tendo nesse ano sido igualmente reconquistadas as povoações de Silves, Albufeira, Porches e Faro.
Após a reconquista, as populações islâmicas na região refugiaram-se em grande número nas costas mediterrâneas de África, deixando muitos dos centros urbanos no Algarve em ruínas e desabitados. De forma a promover o repovoamento da região, D. Afonso III ordenou a reconstrução das povoações e deu grandes benefícios aos habitantes. No caso de Loulé, a povoação não terá sido muito atingida pelo processo da reconquista, uma vez que o monarca só ordenou a sua reconstrução cerca de dezassete anos depois. D. Afonso III concedeu o foral a Loulé em 1266 ou 1267, e ofereceu aos residentes da vila os mesmos direitos que tinha dado aos de Faro, Silves e Tavira. Também ordenou a realização de obras de reconstrução e ampliação do castelo, passando a ser composto por uma torre de menagem e uma muralha com seis portas, permanecendo algumas destas, incluindo a Porta de Faro, ainda com vários vestígios das estruturas islâmicas primitivas. As dimensões da nova cintura de muralhas, e o grande número de portas indica que Loulé teria continuado a ter um considerável número de habitantes. Com efeito, um documento de D. Afonso III, com a data de 1266, regista a presença de várias igrejas, o que indica que já residia um grande número de cristãos em Loulé.
Elevada a sede de concelho pelo foral de 1266, D. Dinis doou a povoação e seus domínios à Ordem de Santiago (1280), dotando-a posteriormente de uma grande feira, com duração de quinze dias, no mês de Setembro (1291).[carece de fontes?]
Entre 9 e 12 de Abril de 1359, ficou registada a estadia de D. Pedro I na alcaidaria do castelo.
No contexto da crise de 1383-1385, a vila também enfrentava dificuldades, conforme o testemunho do Camareiro-mor João Afonso, segundo o qual Loulé estava bastante despovoada, o seu castelo estava ermo de muralhas e no seu interior existiam bastantes pardieiros (Actas de Vereação, 1385). Reporta ainda que corria no Concelho a notícia de que as forças de Castela se preparavam para entrar em Portugal. Diante da gravidade da informação e para precaver um eventual ataque, a Vereação decidiu reparar a torre que encimava a Porta de Faro e levantar as muralhas e ameias do flanco sul da cerca da vila. Sensível a este estado de coisas, D. João I (1385-1433) concedeu privilégios especiais à população do termo da Vila para habitar o interior da Cerca e doou o pardieiro em frente à Igreja de São Clemente, para construção de um adro.[carece de fontes?]

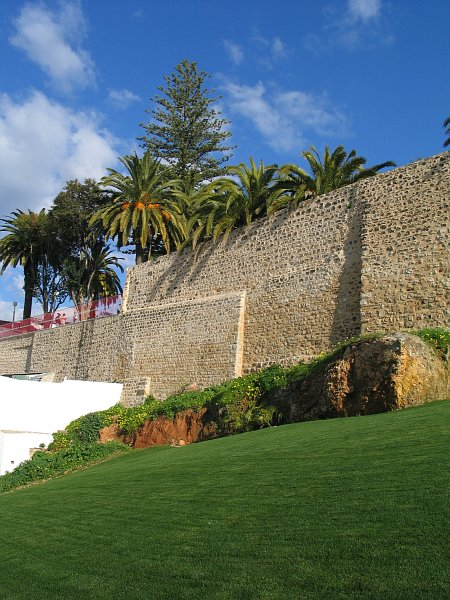
Lanço da muralha na Rua Martim Moniz, junto ao Jardim dos Amuados.

### Período moderno
Com o ciclo dos Descobrimentos portugueses, a região do Algarve, vivenciou um novo surto de crescimento econômico, do qual também Loulé se beneficiou, exportando vinho, azeite, frutas e peixes secos e sal. Graças a esses recursos, a partir de 1422, as muralhas do castelo foram reedificadas por D. Henrique de Meneses, 1º conde de Loulé.[carece de fontes?]
O rei D. Afonso V concedeu a D. Henrique de Meneses o título de Conde de Loulé e o senhorio da vila. Este ordenou a reconstrução das muralhas, tendo alegadamente sido descobertas estruturas de origem romana durante as obras, mas os relatos não são fiáveis devido à sua imprecisão. Os trabalhos de reconstrução foram feitos em 1422 ou 1462. Posteriormente o senhorio passou para o Conde de Marialva, Francisco Coutinho, que depois o ofereceu à sua filha, Guiomar Coutinho, como dote pelo seu casamento com o Infante D. Fernando, filho do rei D. Manuel. Em 1501, ou 1504, aquele monarca concedeu um novo foral a Loulé. Como não sobreviveram quaisquer descendentes deste casamento, o senhorio de Loulé passou a fazer parte da coroa, na qual permaneceu até que foi entregue aos Condes de Vale de Reis. Em 29 de Janeiro de 1573, o rei D. Sebastião passou a noite na alcaidaria do castelo.
Durante a Dinastia Filipina, no levantamento das defesas algarvias efetuado entre os anos de 1617-1618 pelo engenheiro-militar e arquitecto napolitano Alexandre Massai, o Castelo de Loulé consta como apresentando a maior parte dos muros em taipa danificados e ruídos (Descripção do Reino do Algarve..., 1621).[carece de fontes?]

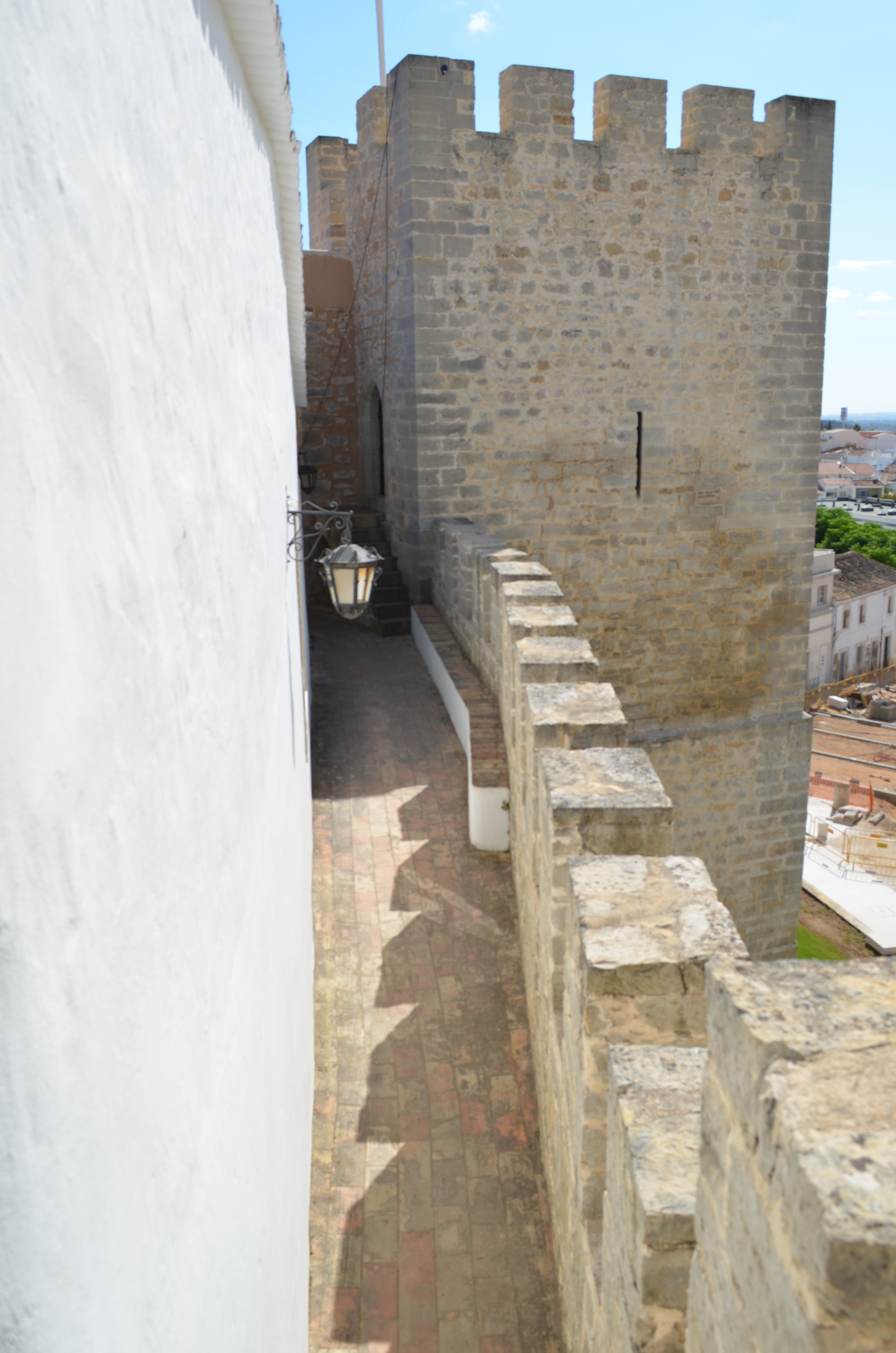
Caminho da ronda, no topo das muralhas

### Da Restauração ao século XX
Após a Restauração da independência, diante da evolução da artilharia, o Castelo perdeu o seu valor defensivo. Desse modo, o crescimento urbano gradativamente foi absorvendo os antigos muros, processo que se acelerou a partir dos danos impostos pelo terramoto de 1755, que destruiu a maior parte da vila. As torres do castelo desabaram, assim como grandes troços da muralha. A reconstrução da malha urbana privilegiou os setores residenciais, onde solares e palacetes passaram a se destacar.[carece de fontes?] No século XIX, foram loteadas e ocupadas para fins residenciais e comerciais as áreas adossadas às muralhas do Castelo, das quais foram demolidos alguns troços.[carece de fontes?]
Com o aumento da população de Loulé, a vila passou a ter falta de espaço dentro das muralhas, forçando os moradores a construírem edifícios do lado de fora. Este processo de expansão urbana, em conjunto com a perda das funções defensivas, levou ao progressivo desaparecimento das muralhas, que foram quase totalmente demolidas ou integradas em edifícios, para servirem como paredes. O Sismo de 1755 destruiu grande parte do castelo, junto com vários edifícios de Loulé. Em 1799, D. Maria I fundou o Marquesado de Loulé, que condeceu ao oitavo Conde de Vale de Reis, Agostinho Domingos José de Mendonça Rolim de Moura Barreto. Este foi condenado à morte em 21 de Novembro de 1811, como traidor à pátria, por ter estado do lado das forças francesas durante as Invasões Napoleónicas, mas foi perdoado por D. João VI. Porém, foi assassinado em Fevereiro de 1824, no Paço Real de Salvaterra de Magos. Em 1842, foi construído um solar no local da antiga muralha junto à Porta da Rua do Postigo, que foi depois adquirido pela autarquia para ser utilizado como Paços do Concelho. Para a construção do solar, a muralha terá sido totalmente destruída, ou parcialmente integrada na estrutura do edifício.
Durante o século XX, as muralhas foram alvo de alguns trabalhos pontuais de restauro, que consistiram principalmente na reconstrução parcial de alguns lanços, em altura. Estas obras, que incidiram sobre partes das muralhas e as torres, foram feitas pela Direcção Geral dos Edifícios e Monumentos Nacionais. Os remanescentes do castelo foram classificados como Monumento Nacional por um decreto de 28 de Junho de 1924. Em 1969, as muralhas foram danificadas por um sismo. Em 1985, a Portaria n.º 425 definiu a Zona de Especial Protecção, que também incluiu a Igreja Matriz, a Capela de Nossa Senhora da Conceição, o portal e o cruzeiro da Misericórdia, e as ruínas da Igreja da Graça. Em 1 de Junho de 1992, foi publicado o Decreto-lei 106F, que entregou a gestão do monumento ao Instituto Português do Património Arquitectónico. Após os trabalhos de conservação e restauração desenvolvidos no século XX, o conjunto no interior do castelo é utilizado como museu arqueológico e como biblioteca municipal.[carece de fontes?]
O Museu Municipal de Loulé foi inaugurado em 25 de Maio de 1995.

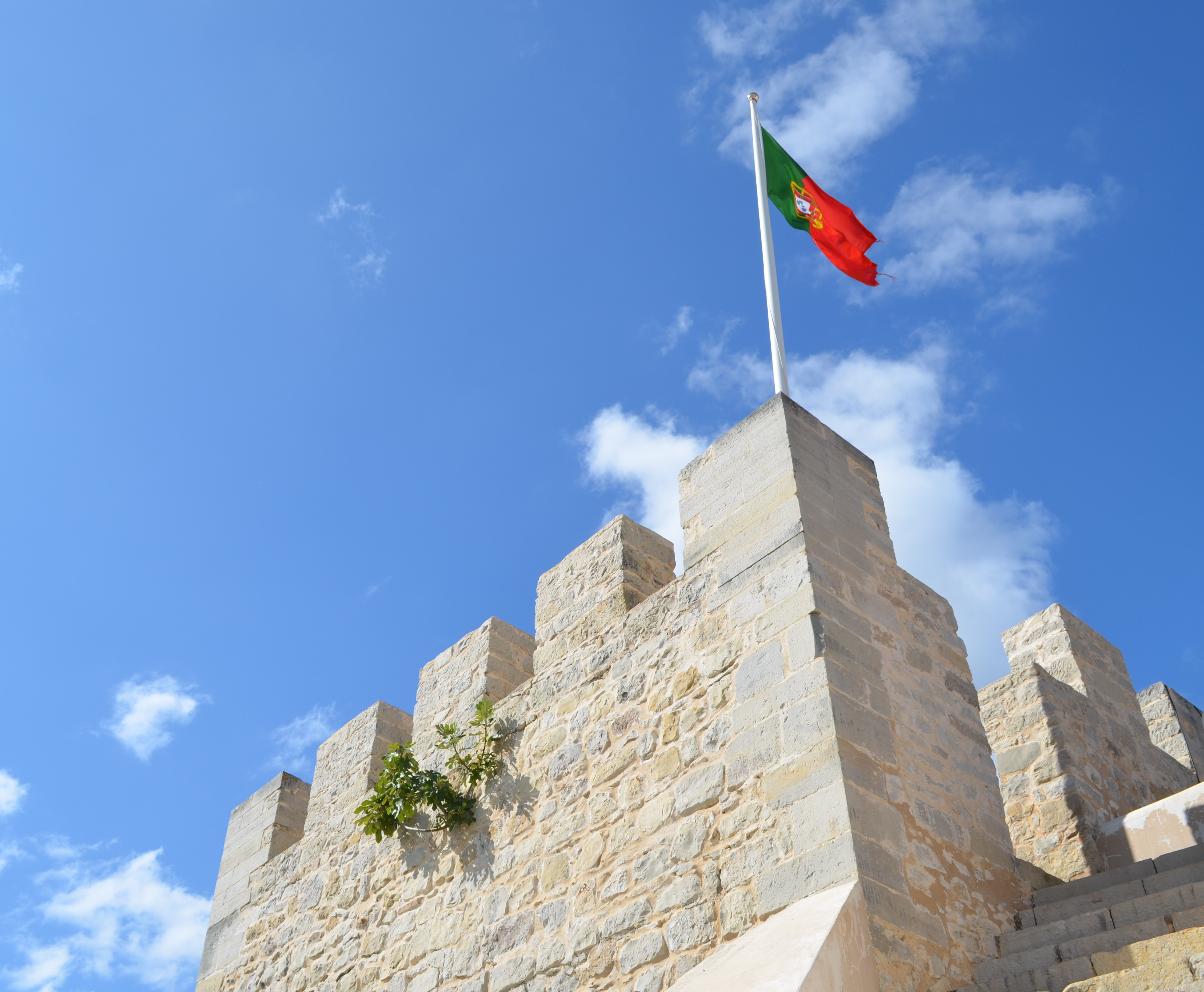
Detalhe das ameias e da bandeira nacional, no topo de uma das torres

### Século XXI
Em 2001, foi assinado um acordo entre a autarquia de Loulé e a Direcção-Geral dos Edifícios e Monumentos Nacionais, no sentido de proteger o património existente no concelho. Em 18 de Janeiro de 2013, foi publicado o Anúncio de Procedimento n.º 232, para o arranjo urbanístico da Praça D. Afonso III, Rua D. Paio Peres Correia, e o Largo das Bicas Velhas (Chafariz). Em Abril de 2015, tiveram lugar vários eventos no Museu Municipal de Loulé e na na Sala Polivalente da Alcaidaria do Castelo, inseridos nas comemorações do Dia Internacional dos Monumentos e Sítios, que incluíram a apresentação de vários documentários sobre Loulé, elaborados no âmbito do programa Documentar Loulé Interior da Algarve Film Commission, e o lançamento do livro Memórias dos Sabores do Mediterrâneo, de Susana Gómez Martínez. Em Fevereiro de 2016, o Museu candidatou-se à Rede Portuguesa de Museus, processo que foi autorizado pelo Despacho n.º 5977/2017, de 6 de Julho. Em Junho de 2017, a Alcaidaria abergou a exposição de banda desenhada Aventuras em Al-´Ulyà, sobre a história do concelho.
Em Maio de 2018, O Museu Municipal comemorou o seu 23.º aniversário, tendo a cerimónia incluído o lançamento de mais um número da revista Raízes, publicada pelo museu, e a organização da conferência Loulé e as Antigas Sociedades Camponesas: de 5500 a 2000 Antes da Nossa Era, por Vítor Gonçalves e Ana Catarina Sousa. Em Junho de 2019, o antigo castelo foi uma das áreas onde se celebrou um evento infantil baseado na série britânica de Harry Potter. Em 2 de Agosto desse ano, a reunião semanal entre o Primeiro Ministro, António Costa, e o Presidente da República, Marcelo Rebelo de Sousa, teve lugar na Alcaidaria do Castelo de Loulé. Em Dezembro, a autarquia organizou a iniciativa Aldeia dos Sonhos, que incluiu a realização de vários eventos e a instalação de várias estruturas temporárias alusivas ao Natal em vários pontos da cidade, incluindo no antigo castelo.

## Leitura recomendada
- ALMEIDA, João de (1948). Roteiro dos Monumentos Militares Portugueses. Lisboa: [s.n.]
- CARRUSCA, Susana (2001). Loulé: O património artístico. Loulé: Câmara Municipal de Loulé. 157 páginas
- CATARINO, Helena Maria Gomes (2002). O Algarve islâmico: roteiro por Faro, Loulé, Silves e Tavira. Faro: Comissão de Coordenação da Região do Algarve. 50 páginas. ISBN 972-643-121-2
- COUTINHO, Valdemar (2001). Centros históricos de influência islâmica: Tavira, Faro, Loulé, Silves. Portimão: Instituto de Cultura Íbero-Atlântica. 55 páginas
- MAGALHÃES, Natércia (2008). Algarve - Castelos, Cercas e Fortalezas. Faro: Letras Várias. 299 páginas. ISBN 9789899597402
- MARTINS, Isilda Maria Pires (1988). Arqueologia do Concelho de Loulé. Loulé: Câmara Municipal de Loulé. 215 páginas
- MARTINS, Isilda Maria Pires (1984). O Castelo de Loulé. Loulé: [s.n.]
- MARTINS, Isilda Maria Pires (1985). O foral de Loulé de 1266. Loulé: [s.n.]
- OLIVEIRA, Francisco Xavier d'Ataíde (1905). Monografia do Concelho de Loulé. Porto: Typographia Universal
- PINTO, Raúl R. (1951). Loulé: roteiro-guia histórico turístico, comercial e industrial do concelho. Águeda: [s.n.]
- SERRA, Pedro (1996). Loulé: História e expansão urbana. Loulé: [s.n.]